# Agres
Agres község Spanyolországban, Alicante tartományban. Lakosainak száma 610 fő (2024). Agres Agullent, Benissoda, Albaida, Muro de Alcoy, Cocentaina, Alfafara és Bocairent községekkel határos.

## Népesség
A település lakosságának változását az alábbi diagram mutatja:
| Lakosok száma | 632  | 671  | 614  | 619  | 610  | 583  | 565  | 565  | 580  | 610  |
|               | 2001 | 2004 | 2006 | 2009 | 2011 | 2014 | 2016 | 2019 | 2021 | 2024 |